# غوردون جي. غالوب
غوردون جي. غالوب (بالإنجليزية: Gordon G. Gallup)‏ هو عالم نفس أمريكي، ولد في 1941.